# Internazionali Femminili di Palermo 2023
Internazionali Femminili di Palermo 2023 (or Palermo Ladies Open) là một giải quần vợt nữ chuyên nghiệp thi đấu trên mặt sân đất nện ngoài trời. Đây là lần thứ 31 giải đấu được tổ chức và là một phần của WTA Tour 2023. Giải đấu diễn ra tại Country Time Club ở Palermo, Ý, từ ngày 17 đến ngày 23 tháng 7 năm 2023.

## Nội dung đơn

### Hạt giống
| Quốc gia | Tay vợt                | Xếp hạng1 | Hạt giống |
| -------- | ---------------------- | --------- | --------- |
|          | Daria Kasatkina        | 10        | 1         |
| CHN      | Zheng Qinwen           | 25        | 2         |
| EGY      | Mayar Sherif           | 31        | 3         |
| ITA      | Elisabetta Cocciaretto | 43        | 4         |
| ITA      | Jasmine Paolini        | 44        | 5         |
| ITA      | Lucia Bronzetti        | 47        | 6         |
| USA      | Emma Navarro           | 55        | 7         |
| AUT      | Julia Grabher          | 58        | 8         |

- † Bảng xếp hạng vào ngày 3 tháng 7 năm 2023[2]

### Vận động viên khác
Đặc cách:
- Fiona Ferro
- Camilla Rosatello
- Zheng Qinwen

Vượt qua vòng loại:
- Tessah Andrianjafitrimo
- Nuria Brancaccio
- Tatiana Prozorova
- Mia Ristić
- Eva Vedder
- Aurora Zantedeschi

Thua cuộc may mắn:
- Francesca Curmi
- Sofya Lansere

### Rút lui
- Anna-Lena Friedsam → thay thế bởi  Francesca Curmi
- Elizabeth Mandlik → thay thế bởi  Sofya Lansere
- Alycia Parks → thay thế bởi  Viktorija Golubic
- Elina Svitolina → thay thế bởi  Dayana Yastremska
- Ajla Tomljanović → thay thế bởi  Erika Andreeva

## Nội dung đôi

### Hạt giống
| Quốc gia | Tay vợt        | Quốc gia | Tay vợt              | Xếp hạng1 | Hạt giống |
| -------- | -------------- | -------- | -------------------- | --------- | --------- |
|          | Yana Sizikova  | BEL      | Kimberley Zimmermann | 90        | 1         |
| EST      | Ingrid Neel    | TPE      | Wu Fang-hsien        | 114       | 2         |
| ESP      | Cristina Bucșa | NED      | Bibiane Schoofs      | 172       | 3         |
| VEN      | Andrea Gámiz   | NED      | Eva Vedder           | 198       | 4         |

- † Bảng xếp hạng vào ngày 3 tháng 7 năm 2023

### Rút lui
- Anna-Lena Friedsam /  Arantxa Rus → thay thế bởi  Nigina Abduraimova /  Sofya Lansere
- Ankita Raina /  Prarthana Thombare → thay thế bởi  Sara Errani /  Jasmine Paolini

## Nhà vô địch

### Đơn
- Zheng Qinwen đánh bại  Jasmine Paolini, 6–4, 1–6, 6–1

### Đôi
- Yana Sizikova /  Kimberley Zimmermann đánh bại  Angelica Moratelli /  Camilla Rosatello, 6–2, 6–4